# نویانا میتوا

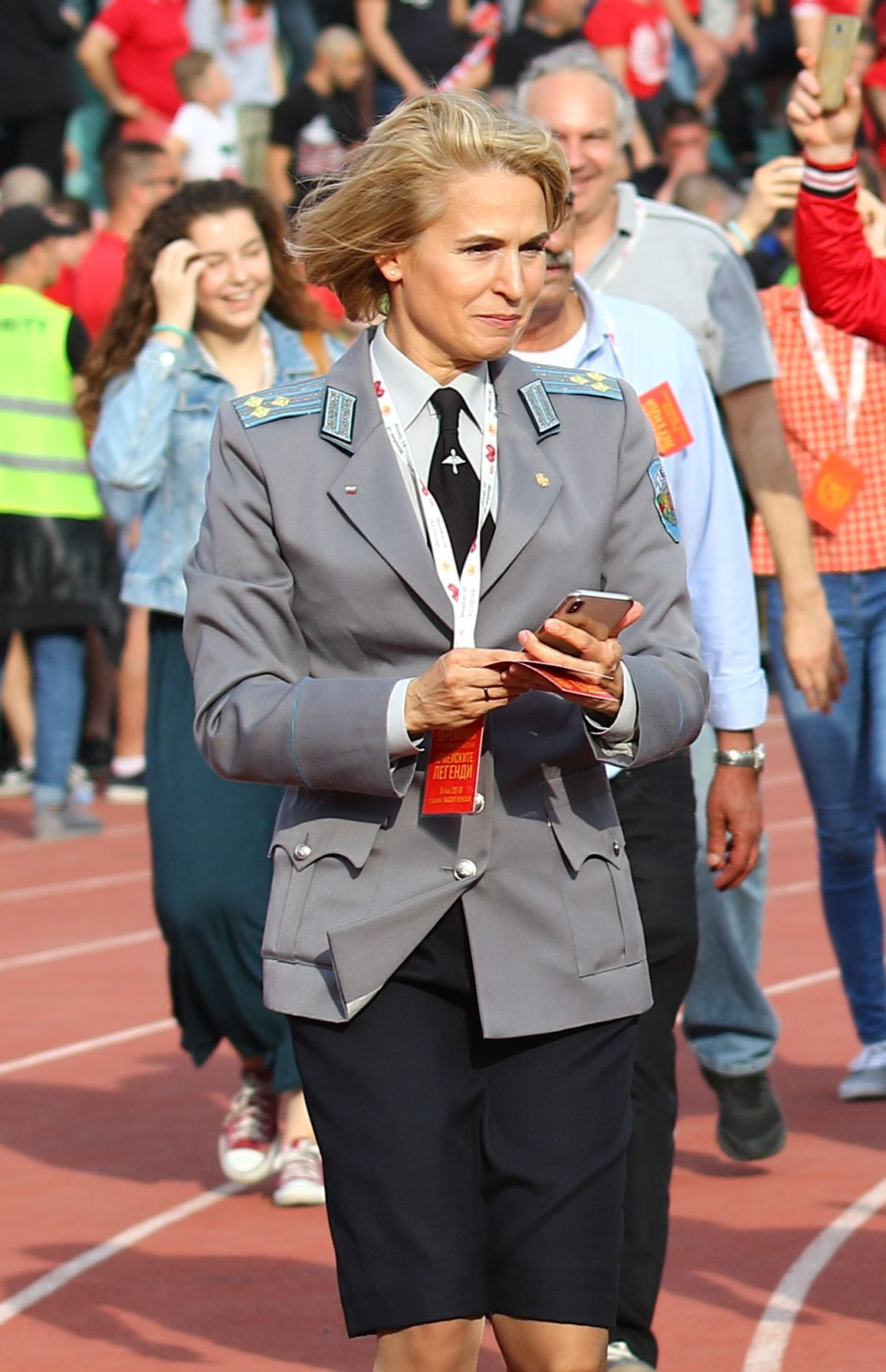
نگارهٔ نویانا میتوا، شناگر اهل بلغارستان - ۲۰۱۸

نویانا میتوا (به انگلیسی: Nevyana Miteva) (زادهٔ ۲ مهٔ ۱۹۷۰) شناگر اهل بلغارستان است.